# Dioctria concoloris
Dioctria concoloris là một loài ruồi trong họ Asilidae. Dioctria concoloris được Esipenko miêu tả năm 1971. Loài này phân bố ở vùng Cổ Bắc giới.